# Alpha Condé
Alpha Condé (* 4. března 1938, Boké, Guinea) je guinejský politik a bývalý prezident Guinejské republiky v letech 2010 až 2021.

## Život

### Mládí
Narodil se do zámožné rodiny v obci Boké v Dolní Guineji. V patnácti letech odjel studovat do Francie, kde složil maturitní zkoušku a pokračoval ve studiu práv na Sorbonně. Po ukončení studia se tam stal i odborným učitelem.

### Politická kariéra v zahraničí
Od roku 1963 byl činovníkem Federace studentů černé Afriky ve Francii, jíž se později stal i předsedou. V této funkci vystupoval proti režimu tehdejšího guinejského prezidenta Sékou Tourého, kterým byl v roce 1970 dokonce odsouzen k trestu smrti v nepřítomnosti.
V r. 1977 založil v liberijském hlavním městě Monrovii Demokratické národní hnutí (francouzsky Mouvement national démocratique, MND), které bylo až do roku 1991 ilegální organizací.

### Politická kariéra po návratu z exilu
Ačkoli byl původní trest smrti zrušen, byl Condé po svém návratu do Konakry 17. května 1991 zatčen a na několik měsíců uvězněn. Jeho hnutí se mezitím přejmenovalo na Sdružení guinejského lidu (RPG, Rassemblement du peuple de Guinée). V letech 1993 a 1998 se ve své zemi účastnil prezidentských voleb, ty byly ale podle zahraničních pozorovatelů vždy zmanipulované ve prospěch tehdejšího prezidenta Lansany Contého. Ještě v průběhu voleb 1998 byl Alpha Condé uvězněn pod záminkou ohrožení "autority státu a územní celistvosti Guineje". Za jeho propuštění osobně přijeli orodovat významní světoví státníci, jako např. tehdejší americká ministryně zahraničních věcí Madeleine Albrightová nebo francouzský prezident Jacques Chirac. Condé nakonec v roce 2001 dostal prezidentskou milost.
Po státním vojenském převratu v roce 2008, kdy se moci chopila junta pod vedením Dadise Camary, vystupoval Condé s otevřeným požadavkem návratu státní moci do civilních rukou. Stal se tak vůdcem opozice. Po masakru u Konakerského stadionu 28. září 2009 a následném atentátu na prezidenta Dadise Camaru, po kterém již tento nebyl schopen vykonávat úřad prezidenta a odjel na léčení do zahraničí, byly vyhlášeny nové prezidentské volby.

### Zvolení prezidentem
Volby byly dvoukolové. Ačkoli v prvním kole, které se konalo 27. června 2010, skončil Alpha Condé s výrazným odstupem za Cellou Diallem (ten získal 43,69 % hlasů, zatímco Condé pouze 18,25 %), ve druhém kole 7. listopadu 2010 vyhrál s mírnou většinou 52,52 % hlasů Condé a stal se tak prvním demokratickým prezidentem této republiky od jejího vzniku v roce 1958.
11. října 2015 obhájil svůj úřad již v prvním kole prezidentských voleb se ziskem 57,85 %. A to přesto, že byl kritizován za zanedbání zdravotně-bezpečnostních opatření v prvním týdnech epidemie eboly, která měla v roce 2015 své epicentrum právě v této zemi.
Po reformě ústavy byl potřetí zvolen 18. října 2020, když v prvním kole porazil svého soupeře Cellou Diallu poměrem 59,5 % ku 33,5 % hlasů.
5. září 2021 se v Guineji uskutečnil státní převrat, který prezidenta Alpha Condého svrhl.
Dne 9. prosince 2022 zveřejnilo ministerstvo financí USA seznam více než čtyřiceti osobností, na něž byly uvaleny sankce za korupční činy a porušování lidských práv. Mezi cíle Úřadu pro kontrolu zahraničních aktiv (OFAC) patří finanční kontrolní orgán ministerstva financí Alpha Condé..